# Riera de Sallent (la Garrotxa)
La riera de Sallent és una riera de la Vall d'en Bas a la zona de Sant Privat d'en Bas. És coneguda per un gran salt situat a l'extrem NE del Pla Traver, conegut com a el salt del Sallent d'uns 200 metres d'altura. És l'afluent principal del riu Gurn.